# نيشان الشرف (روسيا)
وسام الشرف (بالروسية: орден Почёта)‏ هو وسام صادر عن الاتحاد الروسي أُنشئ بموجب المرسوم الرئاسي رقم 442 المؤرخ 2 مارس 1994 للاعتراف بالإنجازات الكبيرة في الأنشطة الحكومية والاقتصادية والعلمية والاجتماعية والثقافية والعامة والرياضية والخيرية. عُدِّل نظامه الأساسي بالمرسوم رقم 19 الصادر في 6 يناير 1999 ومؤخرًا بموجب المرسوم رقم 1099 الصادر في 7 يناير 2010 الذي حدد وضعه الحالي. لا ينبغي الخلط بينه وبين وسام شارة الشرف السوفياتي على الرغم من أن النظام الحالي يحافظ على استمراريته.

## نظام الجائزة
يُمنح وسام الشرف لمواطني الاتحاد الروسي:
- لتحقيق إنجازات عالية في الإنتاج والمؤشرات الاقتصادية في الصناعة والبناء والزراعة والاتصالات والطاقة والنقل، إلى جانب الاستخدام السائد للتقنيات المبتكرة في عملية الإنتاج.
- من أجل زيادة كبيرة في مستوى التنمية الاجتماعية والاقتصادية للاتحاد الروسي؛ لتحقيق إنجازات في تحديث نظام الرعاية الصحية الروسي، والتي تهدف إلى تحسين جودة تقديم الخدمات الطبية بشكل كبير، فضلاً عن التطوير والتطبيقات العملية الواسعة الانتشار للطرق الحديثة والمبتكرة لتشخيص الأمراض وعلاجها.
- لإنجازات البحث العلمي التي أدت إلى ميزة علمية وتكنولوجية روسية كبيرة في مختلف مجالات العلوم، زيادة الإنتاج المحلي لمنتجات التكنولوجيا الفائقة التنافسية.
- لخدمات تحسين نظام التعليم الروسي التي تهدف إلى تحسين جودة التعليم المقدم بشكل كبير، ونظام تدريب المتخصصين للاقتصاد الروسي وزيادة المكانة الدولية للمؤسسات التعليمية الروسية.
- للمساهمة الكبيرة في الحفاظ على الثقافة والفنون والتاريخ واللغة الروسية وتعزيزها وتطويرها المرتبطة بزيادة مستويات التنمية الثقافية والإنسانية للتعليم المدني والوطني لجيل الشباب.
- للأنشطة العامة والخيرية والمجتمعية المثمرة للغاية.
- للاستحقاق في تعزيز ودعم الرياضات الشبابية فضلاً عن الرياضة الاحترافية مما يزيد بشكل كبير من مستوى النشاط البدني ويجعل روسيا رائدة عالميًا في الرياضات الفردية.

يمكن أيضًا منح هذا الوسام للمواطنين الأجانب الذين أدوا خدمة متميزة لتحسين العلاقات الثنائية مع روسيا.
يُلبس وسام الشرف على الجانب الأيسر من الصدر وعندما يكون هناك أوسمة وميداليات أخرى من الاتحاد الروسي يوضع مباشرة بعد وسام الاستحقاق البحري.

## وصف الجائزة

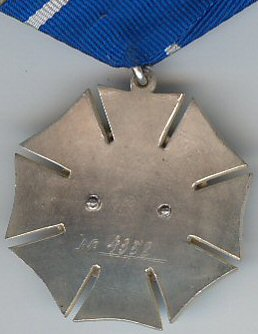
ظهر وسام الشرف

الوسام مصنوع من الفضة ومغطى بالمينا، وهو على شكل ثماني الأضلاع قطره 42 مم مطلي بالمينا باللون الأزرق على وجهه باستثناء 2 مم شريط عريض على طول الحافة الخارجية بالكامل التي تظل فضية عارية. ويحمل وجه العملة ميدالية مركزية مطلية بالمينا البيضاء يحدها إكليل من الغار الفضي، وتحمل الميدالية شعار روسيا الفضي للاتحاد الروسي. على العكس من ذلك يوجد مسماران برشام والرقم التسلسلي للجائزة في الأسفل.
يُعلَّق وسام الشرف بواسطة حلقة تعليق الشارة إلى حامل خماسي روسي قياسي مغطى بـ 24 شريط مموج عريض متداخل من الحرير الأزرق مع شريط أبيض بعرض 2.5 مم يقع 5 مم من الحافة اليمنى للشريط.

## المستلمون البارزون (قائمة جزئية)
الأفراد أدناه حاصلون على وسام الشرف.

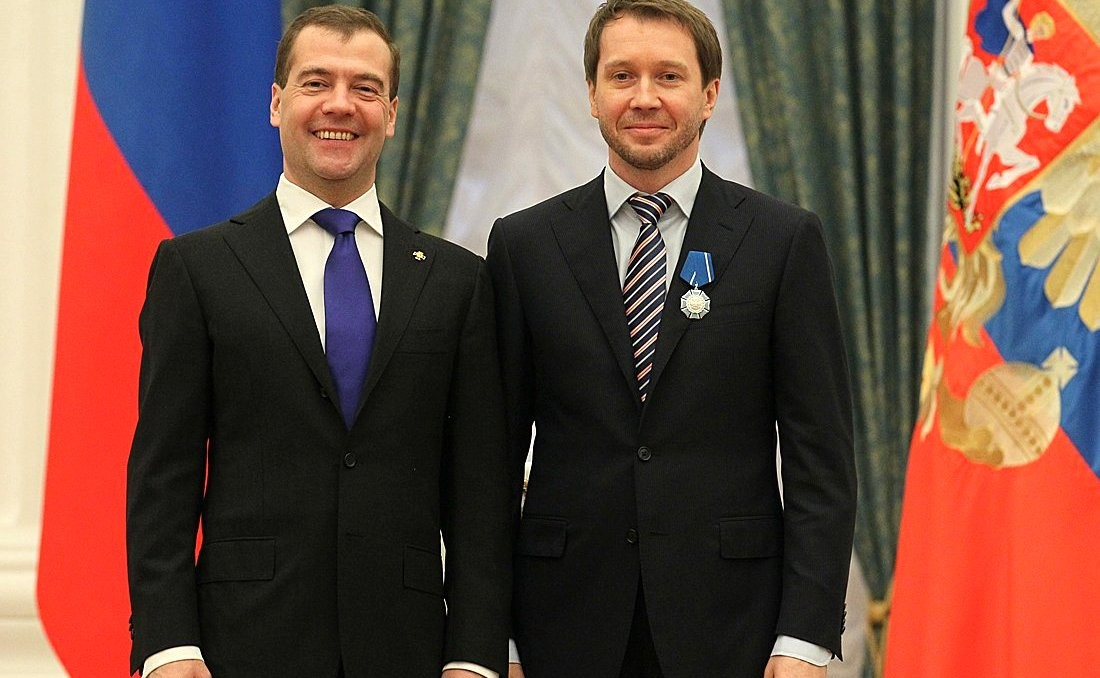
حصل يفجيني ميرونوف -المدير الفني لمؤسسة الثقافة الفيدرالية الحكومية "مسرح الدولة للأمم"- على وسام الشرف من الرئيس ديمتري ميدفيديف في 29 ديسمبر 2011.

أناتولي أليكساندروف -رئيس جامعة موسكو التقنية الحكومية "بومان"- يحصل على وسام الشرف من الرئيس ديمتري ميدفيديف في 3 مايو 2012.

- ميخائيل جورباتشوف، الأمين العام الأخير للحزب الشيوعي للاتحاد السوفيتي، الرئيس الأول والوحيد المنتخب لاتحاد الجمهوريات الاشتراكية السوفياتية
- بافل بوبوفيتش، رائد فضاء
- فياتشيسلاف فيتيسوف، وزير الرياضة السابق لروسيا
- فلاديمير فولفوفيتش جيرينوفسكي، سياسي ونائب رئيس مجلس الدوما
- موشيه كانتور، ناشط سلام
- تيخون نيكولايفيتش خرينكوف، ملحن وعازف بيانو وناشط سياسي
- مسلم محمد أوغلو ماقوماييف، (موسيقي) مطرب
- ميخائيل يفيموفيتش فرادكوف، رئيس وزراء روسيا السابق
- سيرجي فيكتوروفيتش لافروف، دبلوماسي، سفير روسيا لدى الأمم المتحدة (1994-2004)، ووزير خارجية روسيا (2004 حتى الآن)
- سيرجي كونستانتينوفيتش كريكاليف، بطل الاتحاد السوفيتي، بطل الاتحاد الروسي، ورائد الفضاء
- يولي ميخائيلوفيتش فورونتسوف، دبلوماسي، سفير روسي سابق لدى الولايات المتحدة
- ديمتري تيموفييفيتش يازوف، مشير الاتحاد السوفيتي
- يوري ميخائيلوفيتش لوجكوف، عمدة موسكو السابق
- سيرجي تيتيوخين لاعب كرة طائرة
- سيرجي كوزوجيتوفيتش شويغو، وزير حالات الطوارئ السابق، وزير الدفاع (2012 إلى الوقت الحاضر)
- فيكتور بتروفيتش سافينيخ، رائد فضاء
- خوان أنطونيو سامارانش، الرئيس السابع للجنة الأولمبية الدولية
- فيتالي جيناديفيتش سافيليف، المدير العام والرئيس التنفيذي لشركة إيروفلوت
- أناتولي يوريفيتش رافيكوفيتش، ممثل
- الكسندر يوروفيتش روميانتسيف، وزير وعالم وأكاديمي وسفير
- أندري توكاريف، الحائز على الميدالية البارالمبية
- رومان أبراموفيتش، صاحب نادي تشيلسي
- فاليري ليونتييف، مغني البوب
- فلاديمير بوتين، المدير السابق لـ FSB (يحمل رتبة كولونيل في KGB)، رئيس الوزراء السابق لروسيا، والرئيس الثاني والرابع (الحالي) لروسيا
- إفجيني ميرونوف، المدير الفني لمؤسسة الثقافة الفيدرالية الحكومية "مسرح الدولة للأمم"
- أناتولي ألكساندروف، رئيس جامعة بومان التقنية الحكومية
- كريستوف دي مارجري (بعد وفاته)، الرئيس التنفيذي ورئيس مجلس إدارة شركة توتال إنرجي
- يفجيني بلوشينكو، متزلج، بطل أولمبي
- علياء مصطفى، لاعبة جمباز فنية، بطلة أولمبية مرتين
- أرنولد ميري، الرئيس الفخري للجنة الإستونية لمكافحة الفاشية (بعد وفاته)
- فيليب كيركوروف، مغني البوب
- ألكسندر أوفيتشكين، الجناح الأيسر لهوكي الجليد في دوري الهوكي الوطني، الفائز سبع مرات بكأس خارلاموف
- أندريه فاسيليفسكي، حارس هوكي الجليد في دوري الهوكي الوطني، الفائز مرتين بكأس ستانلي والفائز بجائزة كون سميث.
- فاليري خليلوف، قائد عسكري روسي
- قاسم جومارت توكاييف، الرئيس الثاني لكازاخستان
- نيكولاي كارداشيف، عالم الفيزياء الفلكية[9]